# 고탄연
고탄연(高難延, 생몰년 미상)은 백제의 왕족 출신 귀족으로 일본 귀화인이다. 대구조(大丘造) 씨의 시조이다. 
백제의 왕족으로 근초고왕의 12세손이었다. 관직은 은솔(恩率)에 이르렀으나 일본으로 망명하였고, 대구조 씨의 시조가 되었다.

## 같이 보기
- 근초고왕